# Интернет домен највишег нивоа
| gTLD   | Употреба                                                         |
| ------ | ---------------------------------------------------------------- |
| .aero  | авионска индустија                                               |
| asia   | компаније, организације и појединци у азијско-пацифичкој области |
| biz    | бизнис                                                           |
| cat    | каталонски језик/култура                                         |
| com    | комерцијалне организације, али не обавезно                       |
| coop   | задруга                                                          |
| edu    | образовање у САД                                                 |
| gov    | владине институције у САД                                        |
| info   | информативни сајтови, али не обавезно                            |
| int    | међународне организације основане уговором                       |
| jobs   | сајтови о послу                                                  |
| mil    | војска САД                                                       |
| mobi   | сајтови о мобилним уређајима                                     |
| museum | музеји                                                           |
| name   | породице и појединци                                             |
| net    | првобитно за интернет провајдере, тренутно за све                |
| org    | првобитно за организације, тренутно за све                       |
| pro    | професије                                                        |
| tel    | сервиси за комуникацију између телефона и Интернета              |
| travel | туристичке агенције, хотели, авио-превозници итд.                |
| xxx    | порнографија                                                     |

Интернет домен највишег нивоа (енгл. Top-level domain или енгл. TLD) је посљедњи дио имена интернет домена; односно, слова која слиједе посљедњу тачку у називу домена. На примјер, у називу домена www.website.com највиши интернет домен је com (или COM, с обзиром на то да се назив може писати и великим и малим словима).
Управа за задане интернет бројеве (IANA) тренутно класификује највише интернет домене у три типа:
- Национални домен највишег нивоа (ccTLD): Користи га држава или зависна територија. Има дужину од два слова, на примјер jp за Јапан.
- Генеричке највише интернет домене (gTLD): Користи се (барем у једној територији) од стране посебних категорија организација (на примјер, com за комерцијалне организације). Има три или више слова. Већина gTLD-ова су доступни широм свијета, али из историјских разлога mil (војни) и gov (владини) су ограничени на организације у САД. gTLD-ови се класификују спонзорисане највише интернет домене, нпр. .aero, .coop and .museum  и неспонзорисане највише интернет домене, нпр. .biz, .info, .name и .pro.
- Инфраструктурне највише интернет домене: Највиши домен arpa је једини потврђени. За Root се зна да постоји без разлога.

Потпуни списак тренутно постојећих TLD-ова се може пронаћи на списку највиших интернет домена.